# 李光儼
李光儼（?—?），是五代十国党项族的人，为定难节度使（治今陕西靖边北）李光睿同一个高祖父的族兄弟。其父李彝景于后周年间去世，李光俨袭位袭位银州（治今陕西榆林）防御使，其妻罔氏。北宋建隆四年（963年），李光俨的儿子李继迁于银州无定河降生。